# Freak Out!
«Freak Out!» — нідерландський рок-гурт, що сформувався у Ейндховені й Гельмонді — провінція Північного Брабанту. 
У гурті:
- Rachel Spensley (Рейчел Спенслі) — вокал
- Roland Zegers (Роланд Зекерс) — ґітара
- Brian Coughlan (Браян Каухлан) — ґітара, клавіші, вокал
- Bart Rijpers (Барт Рійперс) — басґітара
- Bauke Hüsken (Бауке Гюскен) — ударник

«Freak Out!» вважається яскравим музичним гуртом, чим привернув до себе значну кількість прихильників.

## Історія

Логотип гурту

Гурт утворився 1997 року.

## Дискографія
| Дата виходу | Назва                       |
| ----------- | --------------------------- |
| 2001        |                             |
| 2002        | Demolistica                 |
| 2003        | …A flaming heart inside     |
| 2005        | An evening with… Freak Out! |
| 2006        | Too hot to handle           |
| 2007        | Too hot at PopEi            |

| Валторна | Це незавершена стаття про музичний колектив. Ви можете допомогти проєкту, виправивши або дописавши її. |